# Abudefduf abdominalis
Espèce
Statut de conservation UICN

 LC  : Préoccupation mineure
Abudefduf abdominalis, ou Sergent-major hawaïen, est une espèce de poisson de la famille des Pomacentridae qui se rencontre à l'est de l'océan Pacifique (de Hawaï aux îles polynésiennes). 
Il peut grandir jusqu'à atteindre 30 centimètres de long. On le trouve dans des eaux calmes avec des fonds rocheux, dans les récifs côtiers et offshore. Les juvéniles sont parfois trouvés dans les bassins de montée subite. Benthopélagiques (vivant près du fond de la mer), les adultes forment des bancs. Ils se nourrissent d'une variété d'algues et de zooplancton. Ils sont ovipares. Leurs œufs sont démersaux et adhèrent au substrat. Les mâles gardent et aèrent les œufs. Ces poissons sont consommés par les Hawaïens. Ils sont parfois vendus pour l'aquariophilie.